# Кроватини
Кроватини (рос. Кроватыни) — присілок у Волховському районі Ленінградської області Російської Федерації.
Населення становить 8 осіб. Належить до муніципального утворення Усадищенське сільське поселення.

## Історія
Згідно із законом № 56-оз від 6 вересня 2004 року належить до муніципального утворення Усадищенське сільське поселення.

## Населення
| 1838 | 1862 | 1885 | 1997 | 2007 | 2010 | 2017 |
| ---- | ---- | ---- | ---- | ---- | ---- | ---- |
| 125  | ↘120 | ↗147 | ↘4   | ↗7   | ↘6   | ↗8   |